# 264
El año 264 (CCLXIV) fue un año bisiesto comenzado en viernes del calendario juliano, en vigor en aquella fecha.
En el Imperio romano el año fue nombrado como el del consulado de Galieno y Saturnino o, menos comúnmente, como el 1017 Ab urbe condita, siendo su denominación como 264 posterior, de la Edad Media, al establecerse el Anno Domini.

## Acontecimientos
- Sun Hao sucede a Sun Xiu como gobernante del reino chino de Wu.

## Fallecimientos
- Dionisio de Alejandría